# Blitz gerontoiatrico
Blitz gerontoiatrico è un singolo del cantautore italiano Daniele Silvestri, pubblicato il 22 febbraio 2019 come quarto estratto dal nono album in studio La terra sotto i piedi.

## Tracce
Testi e musiche di Daniele Silvestri.
1. Blitz gerontoiatrico – 4:04